# Craspedogryllacris
Craspedogryllacris är ett släkte av insekter. Craspedogryllacris ingår i familjen Gryllacrididae.
Kladogram enligt Catalogue of Life:
| Craspedogryllacris | \| \| Craspedogryllacris atrofrons \| \| \| \| \| \| Craspedogryllacris atrogeniculata \| \| \| \| \| \| Craspedogryllacris marginalis \| \| \| \| |
|                    | \| \| Craspedogryllacris atrofrons \| \| \| \| \| \| Craspedogryllacris atrogeniculata \| \| \| \| \| \| Craspedogryllacris marginalis \| \| \| \| |
|                    | Craspedogryllacris atrofrons |
|                    | |
|                    | Craspedogryllacris atrogeniculata |
|                    | |
|                    | Craspedogryllacris marginalis |
|                    | |